# 謝列布林齊
48°34′38″N 27°42′29″E / 48.57722°N 27.70806°E
謝列布林齊（烏克蘭語：Серебринці），是烏克蘭西南部的村莊，隸屬文尼察州的莫希利夫-波季利斯基區。該村面積2.6平方公里，海拔高度256米，2001年人口874，人口密度每平方公里336.15人。